# Pseudauximus annulatus
Pseudauximus annulatus är en spindelart som beskrevs av William Frederick Purcell 1908. Pseudauximus annulatus ingår i släktet Pseudauximus och familjen mörkerspindlar. Inga underarter finns listade i Catalogue of Life.